# Miřetice (district de Chrudim)
Pour les articles homonymes, voir Miřetice.
Miřetice (en allemand : Mirschetitz) est une commune du district de Chrudim, dans la région de Pardubice, en République tchèque. Sa population s'élevait à 1 289 habitants en 2022.

## Géographie
Miřetice se trouve à 8 km au sud-sud-ouest du centre de Chrast, à 14 km au sud-sud-est de Chrudim, à 23 km au sud-sud-est de Pardubice et à 107 km à l'est-sud-est de Prague.
La commune est limitée par Nasavrky au nord-ouest, par Žumberk et Smrček au nord, par Horka, Vrbatův Kostelec et Tisovec à l'est, par Včelákov et Vysočina au sud, et par Ctětín à l'ouest.

## Histoire
La première mention écrite de la localité date de 1325.

## Administration
La commune se compose de huit sections :
- Bošov
- Čekov
- Dachov
- Dubová
- Havlovice
- Krupín
- Miřetice
- Švihov

## Transports
Par la route, Miřetice se trouve à 10 km de Skuteč, à 18 km de Chrudim, à 27 km de Pardubice et à 133 km de Prague. 